# Madzy Rollin Couquerque
Magdalena Ferdinanda Maria (Madzy) Rollin Couquerque (Den Haag, 14 april 1903 – Den Haag, 16 juli 1994) was een Nederlands hockey- en tennisspeelster. In beide disciplines was ze veelvuldig nationaal kampioen.

## Levensloop
Rollin Couquerque was een dochter uit een vooraanstaand Haags gezin, haar vader was de jurist en ambtenaar Louis Marie Rollin Couquerque. Na de dood van haar moeder in 1918 werd ze door haar vader naar een kostschool in Bloemendaal gestuurd. Daar kreeg de sportieve aanleg van Rollin Couquerque de mogelijkheid zich volledig te ontplooien. In het herfst- en winterseizoen beoefende ze hockey, in de zomermaanden was ze veelvuldig op de tennisbaan te vinden.
Haar vader, die in 1960 overleed, keek met dedain op sport neer en heeft nooit een sportwedstrijd van zijn dochter bezocht.
In 1921 maakte Rollin Couquerque haar debuut in het eerste elftal van de Haagse hockeyclub HOC. Met dit team werd ze tussen 1921 en 1935 ieder jaar landskampioen. In 1926 werd ze uitgenodigd voor de eerste dameshockey-interland tegen België. Rollin Couquerque speelde meestal linksback. Tot 1940 speelde ze 37 interlands. Ze werd tevens aanvoerder van het nationale elftal.
Een opmerkelijk voorval vond plaats in februari 1937, na afloop van een interland tegen Duitsland in Frankfurt am Main. Als aanvoerster kreeg ze een bloemstuk met een lint in de kleuren van de Duitse vlag met hakenkruis. Als uiting van haar antinazigevoelens knipte Rollin Couquerque het lint voor de ogen van Duitse officials in elf stukken, verklarend dat elke speelster recht had op een deel van de trofee.
De tenniscarrière van Rollin Couquerque kwam vanaf 1927 op gang, toen ze haar eerste nationale titel won. Ze was onder de hoede genomen van coach Gerard Scheurleer, een aangetrouwde oom van haar, die aanvankelijk vooral haar techniek en tactiek flink moest bijschaven. De titel in het damesenkelspel was de eerste van veertig nationale kampioenschappen, waarvan veertien in het enkelspel. De laatste haalde ze in 1948 (gemengd dubbel) en 1951 (dames dubbel). In 1932 tot en met 1935, 1938 tot en met 1940 en 1942 won ze zowel het damesenkel, het damesdubbel als het gemengd dubbel. Na een aantal jaar vooral op clubniveau actief te zijn geweest, nam ze op 56-jarige leeftijd in 1959 opnieuw deel aan het dameskampioenschap. Ze kwam tot de finale, waarin ze met 6-4, 6-1 verloor van Mientje Vletter-Tettelaar. Tot in 1962 bleef ze op het hoogste niveau toernooien spelen.
Op internationaal tennisgebied heeft Rollin Couquerque haar beste resultaten op Roland Garros behaald. In 1928 en 1935 bereikte zij daar de kwartfinale, en in 1938 de halve finale – daar moest zij haar meerdere erkennen in de Belgisch-Française Nelly Adamson. Zij werd vijftien keer afgevaardigd naar Wimbledon, maar reikte nooit verder dan de laatste 16. 
Rollin Couquerque combineerde haar sportcarrière met een kantoorbaan en beoefende de sport in haar vrije tijd. Voor deelname aan internationale toernooien diende ze vakantiedagen en onbetaald verlof op te nemen, wat maar met mate verleend werd. Tevens was Rollin Couquerque actief als sportbestuurder. Ze was van 1927 tot 1941 bestuurslid van de Nederlandsche Dames Hockey Bond en van 1932 tot 1955 bestuurslid van tennisvereniging Leimonias uit Den Haag.
Na de Tweede Wereldoorlog trad Rollin Couquerque van 1945 tot 1950 in dienst van Marine Vrouwenafdeling (Marva), waarvoor ze werkzaam was in Groot-Brittannië, Nederland en Nederlands-Indië. Na beëindiging van haar dienstverband in 1950, vertrok ze voor zeven maanden naar Zuid-Afrika om er Nederlandse emigranten op weg te helpen. Haar vrije tijd in het buitenland gebruikte ze onder meer voor het spelen van tenniswedstrijden en de begeleiding van het Nederlandse Dameshockeyteam. Hetzelfde deed ze van 1954 tot 1956 in Australië, Nieuw-Zeeland en Tasmanië. Tot haar zeventigste bleef ze tennis op clubniveau beoefenen. Ze moest stoppen toen haar benen en heupen door artrose werden aangetast. Ze overleed op 91-jarige leeftijd in een Haags verzorgingshuis.

## Resultaten grandslamtoernooien
| Legenda | Legenda                          |
| ------- | -------------------------------- |
| g.t.    | geen toernooi gehouden           |
| l.c.    | lagere categorie                 |
| –       | niet deelgenomen                 |
| G       | uitgeschakeld in de groepsfase   |
| 1R      | uitgeschakeld in de eerste ronde |
| 2R      | uitgeschakeld in de tweede ronde |
| 3R      | uitgeschakeld in de derde ronde  |
| 4R      | uitgeschakeld in de vierde ronde |
| KF      | uitgeschakeld in de kwartfinale  |
| HF      | uitgeschakeld in de halve finale |
| F       | de finale verloren               |
| W       | het toernooi gewonnen            |
| w-v     | winst/verlies-balans             |

### Enkelspel
| Australian Open | –  | –  | –  | –  | –  | –  | –  | –  | –  | –  | –  | –  | –  | –  | –  | 1R |
| Roland Garros   | KF | 2R | –  | 3R | 1R | 2R | KF | 3R | 3R | HF | 1R | –  | 2R | –  | –  | –  |
| Wimbledon       | 2R | 1R | 1R | 2R | 2R | 3R | 2R | 3R | 4R | 3R | 2R | 1R | 2R | 1R | 2R | –  |
| US Open         | –  | –  | –  | –  | –  | –  | –  | –  | –  | –  | –  | –  | –  | –  | –  | –  |

### Vrouwendubbelspel
| Australian Open | –  | –  | –  | –  | –  | –  | –  | –  | –  | –  | –  | –  | –  | –  |
| Roland Garros   | KF | –  | –  | KF | 2R | KF | KF | 1R | 2R | 2R | KF | –  | 2R | –  |
| Wimbledon       | 1R | KF | 3R | 1R | 3R | 2R | 1R | 3R | 2R | 2R | 3R | 3R | 2R | 1R |
| US Open         | –  | –  | –  | –  | –  | –  | –  | –  | –  | –  | –  | –  | –  | –  |

### Gemengd dubbelspel
| Australian Open | –  | –  | –  | –  | –  | –  | –  | –  | –  | –  | –  | –  | –  | –  | 2R |
| Roland Garros   | 1R | –  | –  | –  | –  | –  | –  | –  | –  | –  | –  | –  | –  | –  | –  |
| Wimbledon       | –  | 1R | 2R | 4R | 4R | 2R | 1R | 4R | 3R | 3R | 2R | 1R | 3R | 1R | –  |
| US Open         | –  | –  | –  | –  | –  | –  | –  | –  | –  | –  | –  | –  | –  | –  | –  |

† in 1946 en 1947 werd Roland Garros na Wimbledon gehouden